# تشاك مورس
تشاك مورس (بالإنجليزية: Chuck Morse)‏ هو كاتب وصحفي ومقدم برامج إذاعية أمريكي، ولد في 23 فبراير 1972 في كوينسي في الولايات المتحدة.